# Эрцен, Яспар фон
Яспар фон Эрцен (нем. Jaspar von Oertzen; 2 января 1912, Шверин, Мекленбург, Германская империя — 22 апреля 2008, Мюнхен, Германия) — немецкий актёр театра, кино и телевидения, кинорежиссёр
 и политик.

## Биография
Родился в семье окружного судьи. Детство провёл в Ростоке. Изучал театроведение и историю искусства в Университете Мюнхена.
Дебютировал на театральной сцене в Мюнхене в 1933 году. Позже выступал в различных провинциальных театрах (Рудольштадт, Губен, Кассель), приехал в Берлин, где его застало начало Второй мировой войны. С 1945 до 1959 года был членом коллектива театра в Мюнхене, играл на сценах Бремена и Штутгарта.
В начале 1970-х годов активно занимался политикой, особое внимание уделяя социальным и экологическим вопросам, выступал с лекциями, публиковал статьи. В 1971 году стал соучредителем первой гражданской инициативы Германии «Спасите регион Ротванд от разрушения», которая успешно боролась с созданием горнолыжной зоны в регионе недалеко от Мюнхена. В начале 1980 года был одним из основателей партии Союз 90 / Зелёные. В 1981 году участвовал в создании Баварской Экологической демократической партии (ÖDP). Стал почётным председателем партии.
В 1934 году дебютировал в кино. Снялся в более 70 кино-, телефильмах и сериалах. В 1957 году поставил фильм «Sommerliebe am Bodensee».

## Избранная фильмография
- 1940 — Бисмарк
- 1943 — Мюнхгаузен — граф С. Ланской
- 1945 — Кольберг — принц Фридрих
- 1951 — Волшебное лицо
- 1953 — Мартин Лютер
- 1955 — Это случилось 20 июля
- 1965 — Странные методы Франца Йозефа Ваннингера (сериал)
- 1968 — Одиссея (телесериал) — Нестор
- 1980 — Мерлин: Первое волшебство (сериал)